# Vicariato apostolico di Salonicco
Il vicariato apostolico di Salonicco (in latino Vicariatus Apostolicus Thessalonicensis) è una sede della Chiesa cattolica in Grecia immediatamente soggetta alla Santa Sede. Nel 2022 contava 6.293 battezzati su 3.593.994 abitanti. La sede è vacante.

## Territorio
Il vicariato apostolico estende la sua giurisdizione sui fedeli cattolici di rito latino delle regioni greche della Macedonia Occidentale, della Macedonia Centrale, della Macedonia Orientale e Tracia e della Tessaglia.
Sede del vicariato è la città di Salonicco, dove si trova la cattedrale dell'Immacolata Concezione.
Il territorio è suddiviso in 6 parrocchie, fra cui l'Immacolata Concezione a Salonicco, l'Immacolata Concezione a Volo, San Paolo a Kavala, San Giuseppe ad Alessandropoli e Sacro Cuore a Larissa.

## Storia
Il vicariato apostolico è stato eretto il 18 marzo 1926 con il breve In sublimi Principis di papa Pio XI: la Macedonia e la Tracia greche furono ricavate dal vicariato apostolico di Costantinopoli (oggi vicariato apostolico di Istanbul), mentre la Tessaglia era amministrata dalla delegazione apostolica della Grecia, cui era stata affidata nel 1882.
Dal 1929 la sede è governata da un amministratore apostolico, che dal 1992 è l'arcivescovo di Corfù, Zante e Cefalonia.

## Cronotassi dei vescovi
Si omettono i periodi di sede vacante non superiori ai 2 anni o non storicamente accertati.
- Alessandro Guidati † (30 aprile 1927 - 15 luglio 1929 nominato arcivescovo di Nasso, Andro, Tino e Micono)
  - Giovanni Francesco Filippucci † (1929 - 1947) (amministratore apostolico)
  - Marco Sigala † (1947 - 1950) (amministratore apostolico)
  - Georges Xenopulos, S.I. † (1950 - 1953) (amministratore apostolico)
  - Marius Macrionitis, S.I. † (1953 - 1959) (amministratore apostolico)
  - Venedictos Printesis † (1959 - 1962) (amministratore apostolico)
  - Dimítrios Roussos, S.I. † (1969 - 1992) (amministratore apostolico)
  - Antónios Varthalítis, A.A. † (1992 - 22 marzo 2003 ritirato) (amministratore apostolico)
  - Yannis Spiteris, O.F.M.Cap. (22 marzo 2003 - 14 settembre 2020 ritirato) (amministratore apostolico)
  - Georgios Altouvas, dal 14 settembre 2020 (amministratore apostolico)

## Statistiche
Il vicariato apostolico nel 2022 su una popolazione di 3.593.994 persone contava 6.293 battezzati, corrispondenti allo 0,2% del totale.
| anno | popolazione | popolazione | popolazione | presbiteri | presbiteri | presbiteri | presbiteri                | diaconi | religiosi | religiosi | parrocchie |
| anno | battezzati  | totale      | %           | numero     | secolari   | regolari   | battezzati per presbitero | diaconi | uomini    | donne     | parrocchie |
| ---- | ----------- | ----------- | ----------- | ---------- | ---------- | ---------- | ------------------------- | ------- | --------- | --------- | ---------- |
| 1950 | 2.500       | ?           | ?           | 4          |            | 4          | 625                       |         | 12        | 23        | 2          |
| 1970 | 2.135       | ?           | ?           | 8          | 1          | 7          | 266                       |         | 20        | 27        |            |
| 1980 | 2.500       | 3.000.000   | 0,1         | 6          |            | 6          | 416                       |         | 13        | 23        | 4          |
| 1990 | 2.750       | 3.000.000   | 0,1         | 5          |            | 5          | 550                       |         | 10        | 12        | 6          |
| 1999 | 4.000       | 3.501.000   | 0,1         | 6          | 2          | 4          | 666                       |         | 9         | 3         | 7          |
| 2000 | 4.000       | 3.501.000   | 0,1         | 6          | 2          | 4          | 666                       |         | 9         | 3         | 6          |
| 2001 | 4.000       | 3.501.000   | 0,1         | 6          | 2          | 4          | 666                       |         | 8         | 8         | 8          |
| 2002 | 4.000       | 3.501.000   | 0,1         | 6          | 2          | 4          | 666                       |         | 8         | 8         | 8          |
| 2003 | 4.000       | 3.501.000   | 0,1         | 5          | 2          | 3          | 800                       |         | 7         | 8         | 8          |
| 2004 | 4.000       | 3.501.000   | 0,1         | 6          | 2          | 4          | 666                       |         | 8         | 8         | 8          |
| 2006 | 5.500       | 3.560.000   | 0,2         | 6          | 2          | 4          | 916                       |         | 8         | 8         | 4          |
| 2010 | 8.100       | 3.574.000   | 0,2         | 8          | 3          | 5          | 1.012                     |         | 8         | 8         | 4          |
| 2014 | 7.376       | 3.560.000   | 0,2         | 10         | 3          | 7          | 737                       |         | 9         | 7         | 4          |
| 2017 | 6.600       | 3.592.021   | 0,2         | 3          |            | 3          | 2.200                     |         | 7         | 5         | 4          |
| 2020 | 6.400       | 3.594.500   | 0,2         | 5          |            | 5          | 1.280                     |         | 10        | 9         | 7          |
| 2022 | 6.293       | 3.593.994   | 0,2         | 5          |            | 5          | 1.258                     |         | 5         | 6         | 6          |